# Comerica Bank Challenger 2014
Il Comerica Bank Challenger 2014 è stato un torneo di tennis facente parte della categoria ATP Challenger Tour nell'ambito dell'ATP Challenger Tour 2014. È stata la 27ª edizione del torneo che si è giocato ad Aptos negli Stati Uniti dal 4 al 10 agosto 2014 su campi in cemento e aveva un montepremi di 100 000 $.

## Partecipanti singolare

### Teste di serie
| Nazionalità | Giocatore        | Ranking* | Testa di serie |
| ----------- | ---------------- | -------- | -------------- |
| Kazakistan  | Michail Kukuškin | 54       | 1              |
| Cipro       | Marcos Baghdatis | 105      | 2              |
| Russia      | Evgenij Donskoj  | 111      | 3              |
| Giappone    | Gō Soeda         | 115      | 4              |
| India       | Somdev Devvarman | 132      | 5              |
| Croazia     | Ante Pavić       | 139      | 6              |
| Uzbekistan  | Farrukh Dustov   | 144      | 7              |
| Ungheria    | Márton Fucsovics | 154      | 8              |

- Ranking al 28 luglio 2014.

### Altri partecipanti
Giocatori che hanno ricevuto una wild card:
- Andre Dome
- Marcos Giron
- Kevin King
- Mackenzie McDonald

Giocatori che sono passati dalle qualificazioni:
- Dennis Nevolo
- Daniel Nguyen
- Sanam Singh
- Yasutaka Uchiyama

Giocatori che hanno ricevuto un entry come alternate:
- Wu Di

## Partecipanti doppio

### Teste di serie
| Nazionalità   | Giocatore       | Nazionalità   | Giocatore          | Ranking* | Testa di serie |
| ------------- | --------------- | ------------- | ------------------ | -------- | -------------- |
| Stati Uniti   | Austin Krajicek | Australia     | John-Patrick Smith | 149      | 1              |
| Stati Uniti   | Kevin King      | India         | Divij Sharan       | 226      | 2              |
| Nuova Zelanda | Marcus Daniell  | Nuova Zelanda | Artem Sitak        | 278      | 3              |
| India         | Purav Raja      | India         | Sanam Singh        | 355      | 4              |

- Ranking al 28 luglio 2014.

### Altri partecipanti
Coppie che hanno ricevuto una wild card:
- Nicolas Meister /  Dennis Novikov
- Matt Seeberger /  Clay Thompson
- Ruben Bemelmans /  Laurynas Grigelis

## Vincitori

### Singolare
Marcos Baghdatis ha battuto in finale  Michail Kukuškin con il punteggio di 7–6(7), 6–4

### Doppio
Ruben Bemelmans /  Laurynas Grigelis hanno battuto in finale  Purav Raja /  Sanam Singh con il punteggio di 6–3, 4–6, [11–9]